# Shadow of a Woman
Pour plus de détails, voir Fiche technique et Distribution.
Shadow of a Woman est un film américain réalisé par Joseph Santley, sorti en 1946.

## Synopsis
Une femme désespéré épouse un faux médecin qu’elle connaît à peine, ce qui la met sur le chemin de la peur et du danger. Elle soupçonne peu à peu son nouveau mari d’affamer son jeune fils issu d’un précédent mariage.

## Fiche technique
- Titre : Shadow of a Woman
- Réalisation : Joseph Santley
- Scénario : Whitman Chambers et Charles Graham Baker d'après le roman He Fell Down Dead de Virginia Perdue
- Photographie : Bert Glennon
- Montage : Christian Nyby
- Musique : Adolph Deutsch
- Société de production : Warner Bros.
- Pays d'origine : États-Unis
- Format : Noir et blanc - 1,37:1
- Genre : thriller
- Date de sortie : 1946

## Distribution
- Helmut Dantine : Dr Eric Ryder
- Andrea King : Brooke Gifford Ryder
- William Prince : David G. MacKellar
- John Alvin : Carl
- Becky Brown : Genevieve Calvin
- Richard Erdman : Joe
- Peggy Knudsen : Louise Ryder
- Don McGuire : Johnnie
- Lisa Golm : Emma
- Larry Geiger : Philip Ryder
- Monte Blue : Mike
- Leah Baird : Mrs. Calvin
- Paul Harvey : Howard K. Brooks (non crédité)
- Paul Stanton : Dr Nelson Norris (non crédité)